# Ируста, Роландо
Роландо Уго Ируста (исп. Rolando Hugo Irusta; 27 марта 1938, Буэнос-Айрес) — аргентинский футболист, вратарь.

## Клубная карьера
Роландо Ируста, будучи воспитанником аргентинского клуба «Ривер Плейт», провёл большую часть своей футбольной карьеры, защищая ворота клуба «Ланус».

## Международная карьера
Роландо Ируста попал в состав сборной Аргентины на чемпионате мира 1966 года. Однако из четырёх матчей Аргентины на турнире он не появился ни в одном из них, будучи резервным голкипером.